# Bagamoyo
Bagamoyo es una ciudad de Tanzania fundada a finales del siglo XVIII. Fue capital del África Oriental Alemana, y uno de los puertos comerciales más importantes del este de África. En la actualidad tiene unos 30.000 habitantes y es la capital del distrito de Bagamoyo. Ha sido declarada recientemente por la Unesco Patrimonio de la Humanidad.

## Localización
Bagamoyo está situada en 6°26′0″S 38°54′0″E / -6.43333, 38.90000, a unos 75 km al norte de Dar es Salaam en la costa del Océano Índico, frente a la isla de Zanzíbar.

## Historia

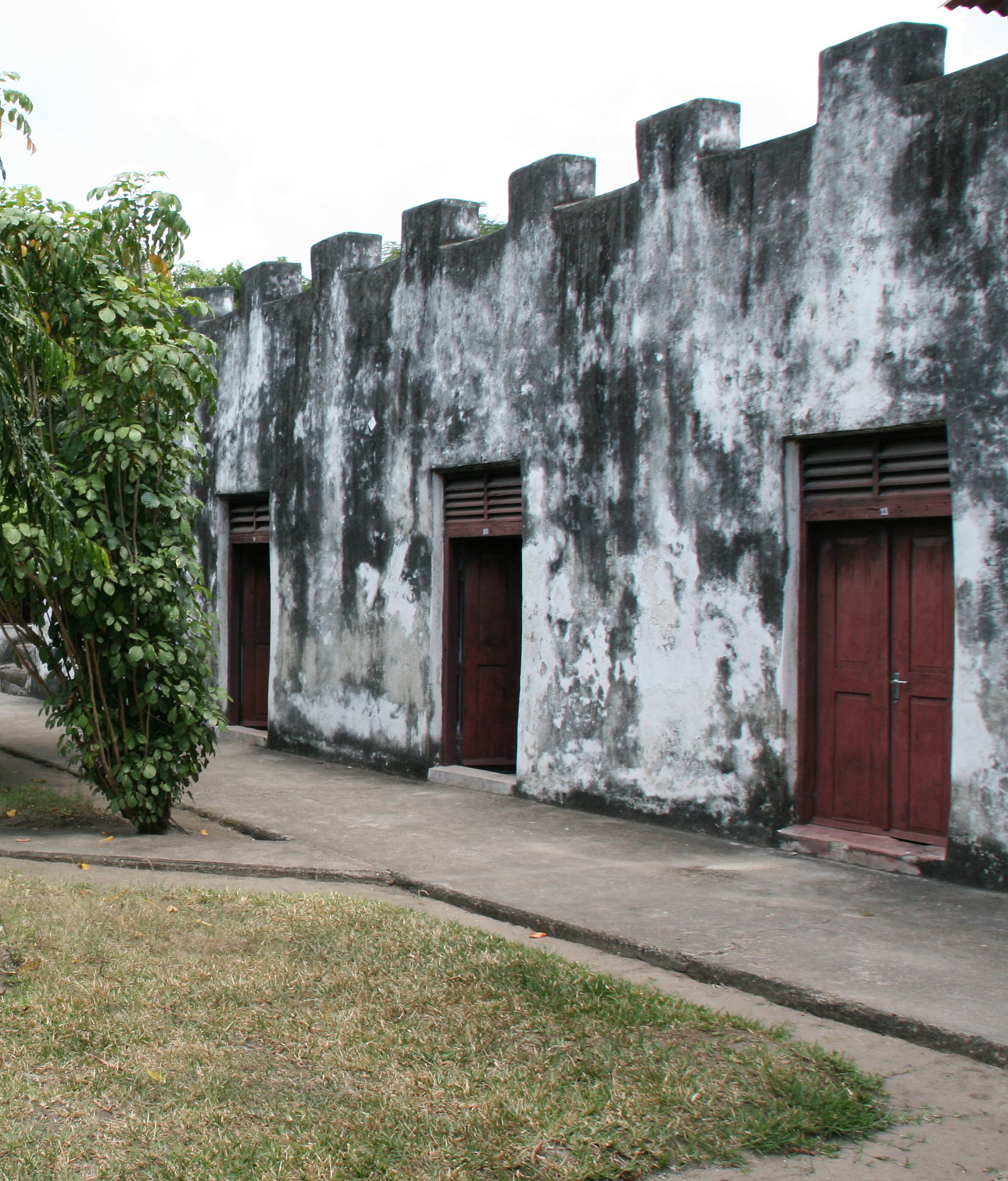
El antiguo fuerte alemán de Bagamoyo.

Bagamoyo fue uno de los centros comerciales más importantes del este de África en el siglo XIX, su historia se ha visto influenciada por comerciantes árabes e indios, por misioneros cristianos y por los colonizadores alemanes.
En el siglo XVIII se asentaron en Bagamoyo familias musulmanas provenientes de Omán, y hacia la segunda mitad del siglo XIX se convirtió en un puerto comercial de marfil y de esclavos. La esclavitud fue prohibida oficialmente en 1873, pero continuó clandestinamente hasta finales del siglo XIX.
Bagamoyo fue durante el siglo XIX punto de partida de numerosas expediciones europeas hacia el interior del continente, como las de los exploradores británicos Richard Francis Burton, John Hanning Speke, James Augustus Grant o Henry Stanley. Sin embargo David Livingstone no visitó nunca Bagamoyo en vida, pero su cadáver estuvo en la ciudad antes de ser llevado a Zanzíbar.
Bagamoyo fue la capital del África Oriental Alemana entre 1886-1891, año en el que Dar es Salaam pasó a ser la capital de la colonia. Cuando el Imperio Alemán decidió construir una línea férrea de Dar es Salaam al interior en 1905, la importancia de Bagamoyo comenzó a declinar. En 1916, durante la Primera Guerra Mundial, sufrió un bombardeo naval británico, los alemanes fueron invadidos y su fuerte tomado.